# Rachel Stokvis
Rachel Stokvis (Amsterdam, 18 maart 1867 – aldaar, 3 december 1942) was een Nederlands bestuurder.

## Achtergrond
Rachel Maria Elisabeth Stokvis werd geboren binnen het huwelijk van medicus Barend Joseph Stokvis en Julia Elisabeth Wertheim. Haar broer is medicus Carel Samuel Stokvis. Op 22 september 1890 trouwde ze met Joseph Lion Salomonson, een koopman. Ze kregen twee kinderen:
- dochter Fanny Salomonson, schrijfster
- zoon Barend Joseph Salomonson, arts

## Werk
Rachel Maria Salomonson-Stokvis hield zich voornamelijk bezig met kinderen. Zij was rond 1890 betrokken bij een programma om arme kinderen te voorzien van voldoende voedsel. Later zat ze in de Commissie voor Lager Onderwijs te Amsterdam. Zij kreeg in 1911 in die hoedanigheid te maken met een onderzoek toen een aantal kinderen onwel werden in de Elisabeth Wolff-school aan de Prinsengracht, die waarschijnlijk last hadden van koolmonoxidevergiftiging.